# In nullum hominem avarus bonus est, in se pessimus
In nullum hominem avarus bonus est, in se pessimus
Il senso della frase: "L'avaro non fa del bene a nessuno, ma fa a se stesso il male peggiore".
Trattasi di una locuzione latina, lasciataci da uno dei più famosi autori di mimo, Publilio Siro, I secolo a.C., nelle sue Sententiae, (raccolta di circa 700 massime e sentenze morali), tratte dai suoi mimi.